# Sant Martí de Pau
Sant Martí de Pau és una església del municipi de Pau (Alt Empordà) inclosa en l'Inventari del Patrimoni Arquitectònic de Catalunya.

## Descripció
Situada al centre del nucli urbà de la població de Pau, a la plaça Major.
Església d'una sola nau capçada a llevant, amb un absis de planta semicircular cobert amb volta de quart d'esfera, comunicat amb un petit tram cobert amb volta de canó corresponent al temple primitiu, i que fa les funcions d'un espai presbiteral. La volta de la nau és apuntada al tram de ponent i té més alçada que l'original. Juntament amb la façana forma part de la segona etapa constructiva del temple, datada a finals del segle xii o XIII. De construcció més tardana, datada entre els segles XVII i XVIII, hi ha dues capelles laterals a banda i banda dels murs laterals i una sagristia. Totes les capelles estan cobertes amb volta de canó, les del mur nord amb la pedra vista i les del mur sud amb volta de rajols i parets laterals arrebossades.
La construcció antiga, datada dins la primera meitat del segle xi, està bastida amb pedres petites poc treballades, disposades en filades irregulars i lligades amb morter de calç. A les cantonades situades entre l'absis i la nau hi ha carreus escairats. Al fons de l'absis hi ha una finestra d'arc de mig punt amb els brancals esbiaixats. En canvi, el parament dels murs de la nau està bastit amb carreus grans ben escairats, disposats formant filades perfectament regulars. Coronant aquest parament hi ha una cornisa de quart de cercle incurvat, abans de l'inici de la volta.
A la façana principal destaca la portada, bastida amb cinc arquivoltes de mig punt en degradació, llinda monolítica i un timpà llis. Posseeix dues columnes, amb sengles capitells, per banda. Una motllura horitzontal divideix la façana. Damunt la porta hi ha un finestral de doble esqueixada i doble arc de mig punt. Una cornisa de cavet ressegueix el carener. Sobre aquest frontis s'aixeca un robust cloquer d'espadanya de quatre arcades, dues de quart de cercle i dues de mig punt, les darreres més tardanes. Al cim de tot s'hi afegí molt tardanament una altra petita espadanya d'un arc. La façana, i part del mur nord de la nau, presenten un parament de grans carreus ben escairats de granit. Al sector oriental de la nau, més estret que l'anterior, i a l'absis, l'aparell és de rebles de granit només desbastats i grans carreus a les cantonades.
L'església conserva làpides sepulcrals gòtiques dels senyors de Pau. A l'interior hi ha un ossari, al mur nord, amb inscripció datada el 1348. Al mur sud hi ha una làpida encastada del 1320. A l'exterior, a la façana, hi ha dues làpides, una d'elles amb la llegenda pràcticament esborrada per l'erosió.

## Història
La primera menció documental referent a l'església data vers l'any 1229 en la donació feta per Anglesa de Penardell al monestir de Sant Maria de Roses d'un clos situat justament al lloc de Penardell, dins de la parròquia de Sant Martí de Pau.
Anys després, el 27 de desembre de l'any 1256 el cavaller Ponç Bech prestà homenatge al bisbe de Girona per raó de la meitat del delme de la parròquia de Sancti Martini de Pavo.
Als anys 1279 i 1280, l'ECCLESIA DE PAVO s'al·ludia a les "rationes Decimarum", relació de les esglésies, monestirs i catedrals que havien de contribuir amb la dècima, als sosteniment de les croades.
En diferents documents del s. XIV -anys 1316, 1320 i 1362- es torna a esmentar l'església de SANTCTI MARTINI DE PAVO. En els nomenclàtors de finals del XIV hi és relacionada la EXXLESIA PARROCHIALIS SANCTI MARTINI DE PAVO. Posteriorment hi ha nombrosos documents que mencionen la parròquia.
Sant Martí de Pau és present entre les esglésies parroquials en els nomenclàtors de la diòcesi del segle xiv i ha mantingut aquesta funció fins al nostres dies.